# Rock n Roll (album Ryana Adamsa)
Rock n Roll je album Ryana Adamsa objavljen 4. studenog 2003. Na albumu se nalazi hit singl "So Alive", a na njemu su gostovali tadašnja Adamsova djevojka, glumica Parker Posey, bivša basistica Holea i Smashing Pumpkinsa Melissa Auf der Maur i Billie Joe Armstrong iz Green Daya.
Album je bio reakcija na odbijanje albuma Love Is Hell od strane njegove izdavačke kuće Lost Highway. Kuća je tvrdila kako je album predepresivan i nije u rangu Adamsova potencijala. Prema Adamsu, Rock n Roll je nastao instinktivno, a ne kao kapitulacija pred Lost Highwayom.
Spor je riješen "vrlo diplomatično", prema Adamsovim riječima. Rock n Roll je postao primarni produkt, dok je Love is Hell podijeljen na dva EP-a (te na kraju objavljen u cijelosti kao LP). link.

## Popis pjesama
1. "This Is It"
2. "Shallow"
3. "1974"
4. "Wish You Were Here"
5. "So Alive"
6. "Luminol"
7. "Burning Photographs"
8. "She's Lost Total Control"
9. "Note to Self: Don't Die"
10. "Rock n Roll"
11. "Anybody Wanna Take Me Home"
12. "Do Miss America"
13. "Boys"
14. "The Drugs Not Working"

### Bonus pjesme
1. "Hypnotixed" (objavljena u Europi, Ujedinjenom Kraljevstvu i Japanu)
2. "Funeral Marching" (objavljena u Japanu)